# Дамса
Дамса (каз. Дамса) — село в Шортандинском районе Акмолинской области Казахстана. Административный центр Дамсинского сельского округа. Код КАТО — 116835100.

## География
Село расположено в центральной части района, на расстоянии примерно 4 километров (по прямой) к юго-востоку от административного центра района — посёлка Шортанды.
Абсолютная высота — 359 метров над уровнем моря.
Климат холодно-умеренный, с хорошей влажностью. Среднегодовая температура воздуха отрицательная и составляет около -3,6°С. Среднемесячная температура воздуха в июле достигает +19,8°С. Среднемесячная температура января составляет около -15,0°С. Среднегодовое количество осадков составляет около 420 мм. Основная часть осадков выпадает в период с июня по август.
Ближайшие населённые пункты: посёлок Научный — на западе, посёлок Шортанды — на северо-западе. 
Вблизи села проходит скоростная автомагистраль А1 «Астана — Петропавловск».

## История
По некоторым сведениям село Багратионовское (Багратионовка) основано в 1910 г. переселенцами из Черниговской губернии. В период коллективизации создан колхоз имени Ежова (с 1937 г. имени Жданова). В 1930-е годы село становится местом поселения для выселяемых из центральных регионов России спецпоселенцев — в основном кулаков. С 1937 г. село носит современное название. В 1956 г. на базе колхозов имени Чкалова и имени Жданова (с. Степное) создается опытная станция Всесоюзного научно-исследовательского института зернового хозяйства им. Бараева (ныне ТОО «Научно-производственный центр зернового хозяйства им. А. И. Бараева»).

## Население
В 1989 году население села составляло 3418 человек (из них русские — 54%).

В 1999 году население села составляло 2638 человек (1301 мужчина и 1337 женщин). По данным переписи 2009 года в селе проживало 2186 человек (1028 мужчин и 1158 женщин).
| Численность населения | Численность населения | Численность населения |
| 1989                  | 1999                  | 2009                  |
| --------------------- | --------------------- | --------------------- |
| 3418                  | ↘2638                 | ↘2186                 |

## Известные жители
- Гаврилюк И. С. — Герой Социалистического Труда, депутат Верховного Совета Казахской ССР

## Инфраструктура
В селе функционируют:
- средняя школа
- врачебная амбулатория